# 哈波·李
妮爾·哈波·李（英語：Nelle Harper Lee，1926年4月28日—2016年2月19日），生於美國阿拉巴馬州門羅維尔，作家，其作品小說《梅岡城故事》於1960年獲普立茲獎。2007年，李獲頒美國總統自由勳章以表揚在文學上的卓越成就。

## 生平
哈波·李在阿拉巴馬州南部小鎮長大，與著名作家杜鲁门·卡波特是童年好友。1944年，哈波·李前往蒙哥馬利就讀亨廷顿学院（1944–45年），隨後在阿拉巴馬大學攻讀法律（1945–49年）。
就讀大学期間，她为学校文学杂志写作，向亨廷顿的《女猎手》和阿拉巴马大学的幽默杂志《夯土机》投稿。在两所大学中，她都写了有关种族歧视的作品，而這個主題在当时的校園內甚少為人討論。

## 著作
1960年，出版《梅岡城故事》。2015年，出版第二本小說《守望者》（Go Set a Watchman）。

## 外部連結
- 阿拉巴馬州百科全書（页面存档备份，存于）的哈波·李（页面存档备份，存于）
- 哈波·李在互联网电影资料库（IMDb）上的資料（英文）
- 哈波·李在豆瓣上的资料（简体中文）